# Raffaele Marciello

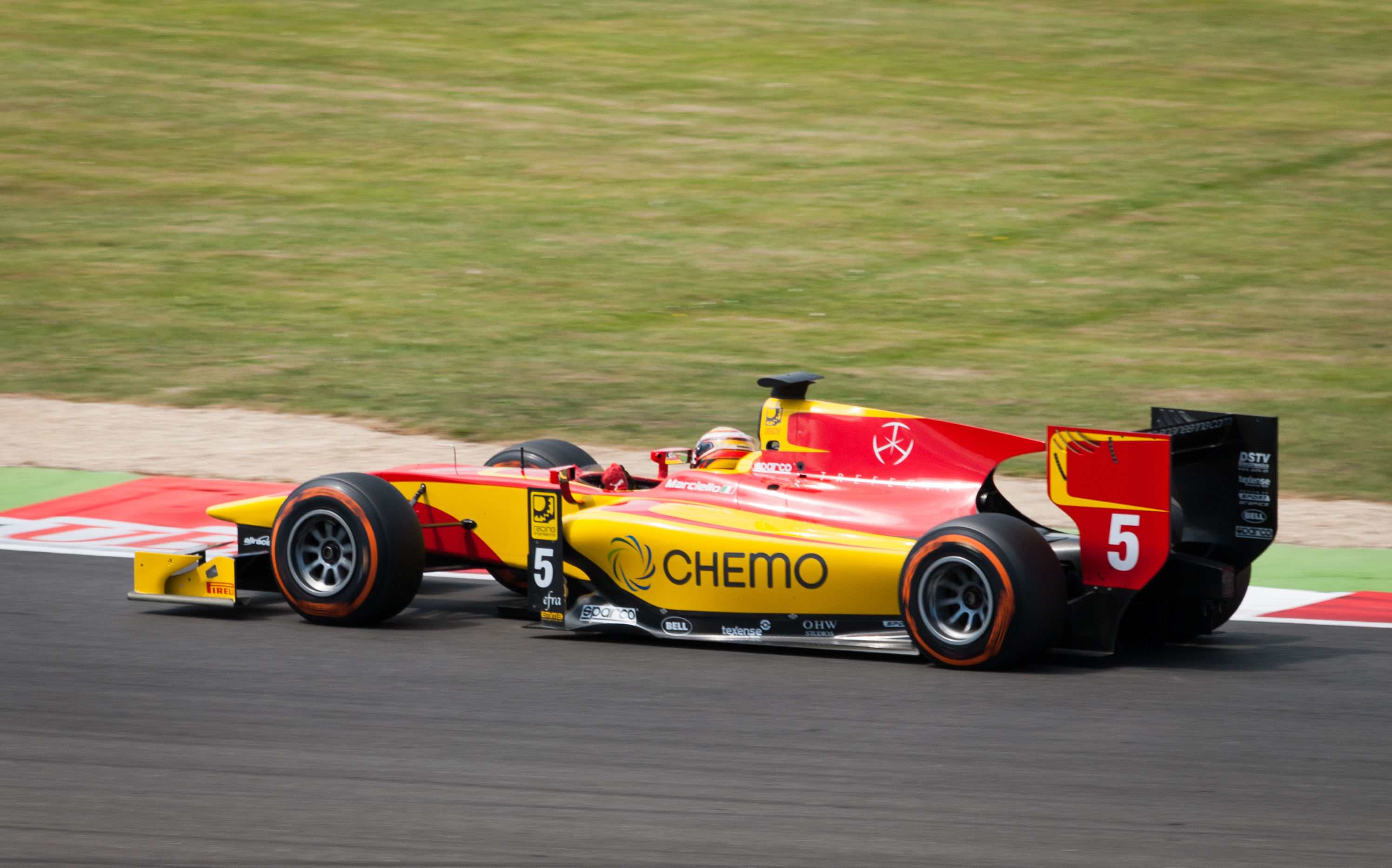
Raffaele Marciello corriendo para Racing Engineering en GP2 Series 2014.

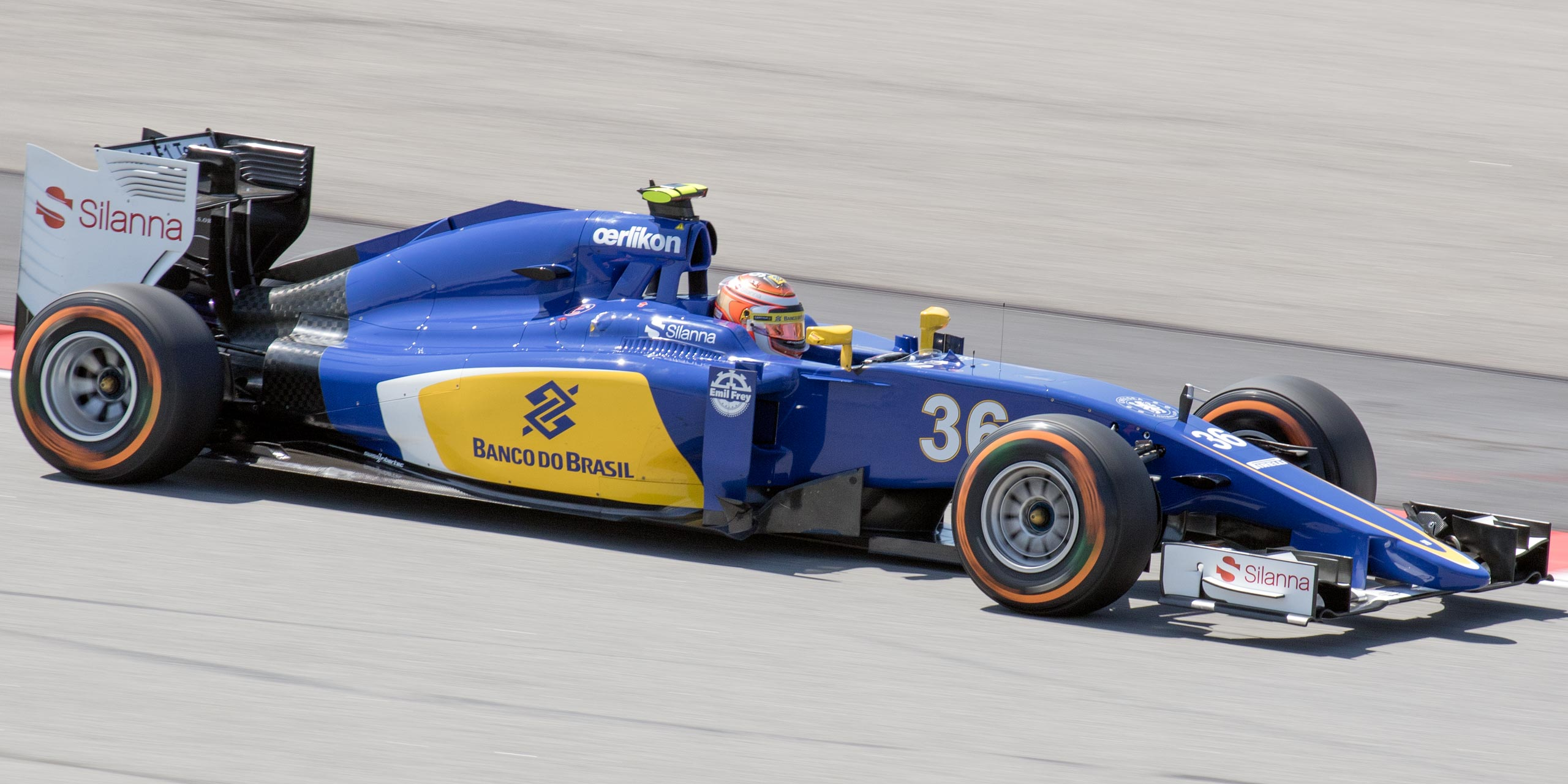
Raffaele Marciello probando el Sauber C34 en Sepang.

Raffaele Marciello (Zúrich, Suiza, 17 de diciembre de 1994) es un piloto de automovilismo ítalo-suizo.
Corrió en karting desde 2005 hasta 2009, ganando varios campeonatos. Debutó en monoplazas en 2010 con una tercera posición final en el campeonato de Fórmula Abarth. Al año siguiente tuvo el mismo resultado en Fórmula 3 Italiana. Debutó en Fórmula 3 Europea en 2012; fue subcampeón en su temporada debut y campeón en la siguiente, con Prema Powerteam.
Corrió entre 2014 y 2016 en GP2 Series, fue octavo, séptimo y cuarto respectivamente, logrando una pole position y una victoria en catorce podios. En 2015, además, fue probador del equipo Sauber en cuatro entrenamientos libres de Grandes Premios.
En 2017, Marciello dejó los monoplazas para dar lugar a su carrera en gran turismos. Corrió en diferentes campeonatos de Blancpain GT Series, donde fue campeón en la Sprint Cup y subcampeón en la Endurance Cup en 2018. En 2022 y 2023 ganó la Endurance Cup, además de la ADAC GT Masters 2022. En 2019 y 2023 ganó la Copa Mundial de GT de la FIA (Macao), entonces con Mercedes-Benz.
Desde 2024, es piloto oficial de BMW, fabricante con el que ascendió a la clase principal de la resistencia, Le Mans Hypercar, ese año. En 2025 fue ganador absoluto en las 24 Horas de Nürburgring.

## Resumen de carrera
| Temporada | Categoría                                              | Equipo                                | Carreras          | Victorias         | Poles             | VR                | Podios            | Puntos            | Pos.              |
| --------- | ------------------------------------------------------ | ------------------------------------- | ----------------- | ----------------- | ----------------- | ----------------- | ----------------- | ----------------- | ----------------- |
| 2010      | Fórmula Abarth                                         | JD Motorsport                         | 13                | 2                 | 0                 | 2                 | 4                 | 91                | 3.º               |
| 2011      | Campeonato de Italia de Fórmula 3                      | Prema Powerteam                       | 14                | 2                 | 1                 | 2                 | 6                 | 123               | 3.º               |
| 2011      | Trofeo Internacional de Fórmula 3 de la FIA            | Prema Powerteam                       | 2                 | 0                 | 0                 | 0                 | 0                 | N/A               | NC†               |
| 2012      | Campeonato Europeo de Fórmula 3 de la FIA              | Prema Powerteam                       | 20                | 7                 | 4                 | 6                 | 9                 | 228.5             | 2.º               |
| 2012      | Fórmula 3 Euroseries                                   | Prema Powerteam                       | 24                | 6                 | 2                 | 6                 | 4                 | 219.5             | 3.º               |
| 2012      | Masters de Fórmula 3                                   | Prema Powerteam                       |                   |                   |                   |                   |                   |                   | 2.º               |
| 2012      | Gran Premio de Macao                                   | Prema Powerteam                       |                   |                   |                   |                   |                   |                   | 8.º               |
| 2012      | Toyota Racing Series                                   | M2 Competition                        | 15                | 1                 | 0                 | 1                 | 2                 | 535               | 9.º               |
| 2013      | Campeonato Europeo de Fórmula 3 de la FIA              | Prema Powerteam                       | 30                | 13                | 12                | 8                 | 19                | 489.5             | 1.º               |
| 2013      | Gran Premio de Macao                                   | Prema Powerteam                       |                   |                   |                   |                   |                   |                   | DNF               |
| 2014      | GP2 Series                                             | Racing Engineering                    | 22                | 1                 | 1                 | 1                 | 4                 | 74                | 8.º               |
| 2015      | GP2 Series                                             | Trident                               | 22                | 0                 | 0                 | 0                 | 4                 | 110               | 7.º               |
| 2015      | Fórmula 1                                              | Sauber F1 Team                        | Piloto de pruebas | Piloto de pruebas | Piloto de pruebas | Piloto de pruebas | Piloto de pruebas | Piloto de pruebas | Piloto de pruebas |
| 2016      | GP2 Series                                             | RUSSIAN TIME                          | 22                | 0                 | 0                 | 0                 | 6                 | 159               | 4.º               |
| 2017      | Blancpain GT Series Sprint Cup                         | AKKA ASP                              | 10                | 0                 | 0                 | 0                 | 2                 | 16                | 16.º              |
| 2017      | Blancpain GT Series Endurance Cup                      | AKKA ASP                              | 5                 | 0                 | 0                 | 0                 | 2                 | 43                | 5.º               |
| 2017      | Intercontinental GT Challenge                          | AKKA ASP                              | 1                 | 0                 | 0                 | 0                 | 1                 | 15                | 9.º               |
| 2017      | Blancpain GT Series Asia                               | GruppeM Racing Team                   | 2                 | 0                 | 0                 | 1                 | 1                 | 30                | 18.º              |
| 2017      | Blancpain GT Series Asia - Pro-Am                      | GruppeM Racing Team                   | 2                 | 1                 | 0                 | 1                 | 2                 | 43                | 11.º              |
| 2017      | Campeonato de Fórmula 2 de la FIA                      | Trident                               | 2                 | 0                 | 0                 | 0                 | 0                 | 0                 | 29.º              |
| 2017-18   | Asian Le Mans Series - GT                              | FIST-Team AAI                         | 1                 | 0                 | 1                 | 0                 | 1                 | 19                | 9.º               |
| 2018      | Blancpain GT Series Sprint Cup                         | AKKA ASP Team                         | 10                | 2                 | 2                 | 3                 | 6                 | 98                | 1.º               |
| 2018      | Blancpain GT Series Endurance Cup                      | Mercedes-AMG Team AKKA ASP            | 5                 | 0                 | 0                 | 0                 | 2                 | 66                | 2.º               |
| 2018      | Blancpain GT Series Asia                               | GruppeM Racing Team                   | 10                | 1                 | 0                 | 4                 | 4                 | 85                | 7.º               |
| 2018      | Blancpain GT Series Asia - Pro-Am                      | GruppeM Racing Team                   | 10                | 3                 | 0                 | 6                 | 6                 | 155               | 3.º               |
| 2018      | Intercontinental GT Challenge                          | Mercedes-AMG Team SunEnergy1 Racing   | 1                 | 0                 | 0                 | 0                 | 1                 | 64                | 3.º               |
| 2018      | Intercontinental GT Challenge                          | Mercedes-AMG Team AKKA ASP            | 1                 | 0                 | 0                 | 0                 | 1                 | 64                | 3.º               |
| 2018      | Intercontinental GT Challenge                          | Mercedes-AMG Team GruppeM Racing      | 1                 | 1                 | 1                 | 0                 | 1                 | 64                | 3.º               |
| 2018      | Intercontinental GT Challenge                          | Mercedes-AMG Team Strakka Racing      | 1                 | 0                 | 0                 | 0                 | 0                 | 64                | 3.º               |
| 2018      | SprintX GT Championship Series                         | CRP Racing                            | 2                 | 0                 | 1                 | 1                 | 0                 | 25                | 18.º              |
| 2018      | ADAC GT Masters                                        | AutoArenA Motorsport                  | 4                 | 0                 | 0                 | 0                 | 1                 | 18                | 26.º              |
| 2018      | Copa Mundial de GT de la FIA                           | Mercedes-AMG Team GruppeM Racing      |                   |                   |                   |                   |                   |                   | 9.º               |
| 2019      | Blancpain GT Series Endurance Cup                      | Mercedes-AMG Team AKKA ASP            | 5                 | 0                 | 0                 | 0                 | 0                 | 9                 | 25.º              |
| 2019      | Blancpain GT World Challenge Europe                    | AKKA ASP Team                         | 10                | 3                 | 4                 | 1                 | 4                 | 78.5              | 3.º               |
| 2019      | Intercontinental GT Challenge                          | Mercedes-AMG Team GruppeM Racing      | 4                 | 0                 | 1                 | 0                 | 3                 | 55                | 4.º               |
| 2019      | Intercontinental GT Challenge                          | Mercedes-AMG Team AKKA ASP            | 1                 | 0                 | 0                 | 0                 | 0                 | 55                | 4.º               |
| 2019      | Copa Mundial de GT de la FIA                           | Mercedes-AMG Team GruppeM Racing      |                   |                   |                   |                   |                   |                   | 1.º               |
| 2020      | ADAC GT Masters                                        | Knaus - Team HTP-Winward              | 14                | 1                 | 1                 | 1                 | 2                 | 112               | 6.º               |
| 2020      | GT World Challenge Europe Sprint Cup                   | AKKA ASP Team                         | 8                 | 2                 | 2                 | 1                 | 5                 | 75.5              | 3.º               |
| 2020      | GT World Challenge Europe Endurance Cup                | AKKA ASP Team                         | 4                 | 0                 | 1                 | 0                 | 2                 | 52                | 5.º               |
| 2020      | Intercontinental GT Challenge                          | Mercedes-AMG Team GruppeM Racing      | 1                 | 0                 | 0                 | 0                 | 0                 | 10                | 16.º              |
| 2020      | Intercontinental GT Challenge                          | Mercedes-AMG Team AKKA ASP            | 1                 | 0                 | 1                 | 0                 | 0                 | 10                | 16.º              |
| 2021      | ADAC GT Masters                                        | Mann-Filter Team Landgraf-HTP WWR     | 14                | 1                 | 1                 | 1                 | 4                 | 150               | 4.º               |
| 2021      | GT World Challenge Europe Sprint Cup                   | AKKA ASP Team                         | 10                | 0                 | 2                 | 2                 | 4                 | 61.5              | 3.º               |
| 2021      | GT World Challenge Europe Endurance Cup                | AKKA ASP Team                         | 5                 | 1                 | 1                 | 0                 | 3                 | 79                | 2.º               |
| 2021      | Asian Le Mans Series - GT                              | HubAuto Racing                        | 4                 | 0                 | 2                 | 0                 | 0                 | 28                | 7.º               |
| 2021      | WeatherTech SportsCar Championship - GTD               | SunEnergy1 Racing                     | 2                 | 0                 | 0                 | 0                 | 1                 | 341               | 44.º              |
| 2021      | Intercontinental GT Challenge                          | Mercedes-AMG Team AKKA ASP            | 3                 | 1                 | 2                 | 1                 | 2                 | 43                | 4.º               |
| 2022      | GT World Challenge Europe Sprint Cup                   | AKKodis ASP Team                      | 10                | 3                 | 4                 | 6                 | 8                 | 111.5             | 2.º               |
| 2022      | GT World Challenge Europe Endurance Cup                | AKKodis ASP Team                      | 5                 | 1                 | 1                 | 1                 | 3                 | 89                | 1.º               |
| 2022      | WeatherTech SportsCar Championship - GTD Pro           | WeatherTech Racing                    | 1                 | 0                 | 0                 | 1                 | 0                 | 306               | 26.º              |
| 2022      | WeatherTech SportsCar Championship - GTD               | SunEnergy1 Racing                     | 1                 | 0                 | 0                 | 0                 | 0                 | 128               | 70.º              |
| 2022      | ADAC GT Masters                                        | MANN-FILTER Team Landgraf             | 14                | 1                 | 5                 | 2                 | 8                 | 193               | 1.º               |
| 2022      | Intercontinental GT Challenge                          | Mercedes-AMG Team AKKodis ASP         | 1                 | 1                 | 0                 | 0                 | 1                 | 50                | 5.º               |
| 2022      | Intercontinental GT Challenge                          | Mercedes-AMG GruppeM Racing           | 1                 | 0                 | 0                 | 0                 | 0                 | 50                | 5.º               |
| 2022      | Intercontinental GT Challenge                          | Mercedes-AMG Team Craft-Bamboo Racing | 1                 | 1                 | 0                 | 0                 | 1                 | 50                | 5.º               |
| 2023      | Asian Le Mans Series - GT                              | GetSpeed Performance                  | 4                 | 0                 | 0                 | 1                 | 2                 | 52                | 3.º               |
| 2023      | Campeonato Británico de GT - GT3                       | RAM Racing                            | 9                 | 1                 | 0                 | 2                 | 2                 | 108               | 7.º               |
| 2023      | GT World Challenge Europe Sprint Cup                   | AKKodis ASP Team                      | 10                | 4                 | 2                 | 1                 | 4                 | 90.5              | 2.º               |
| 2023      | GT World Challenge Europe Endurance Cup                | AKKodis ASP Team                      | 5                 | 2                 | 2                 | 1                 | 3                 | 104               | 1.º               |
| 2023      | IMSA SportsCar Championship - LMP2                     | High Class Racing                     | 1                 | 0                 | 0                 | 0                 | 0                 | 0                 | NC‡               |
| 2023      | IMSA SportsCar Championship - GTD                      | Winward Racing                        | 1                 | 0                 | 0                 | 0                 | 0                 | 131               | 67.º              |
| 2023      | Intercontinental GT Challenge                          | Mercedes-AMG Team GruppeM Racing      | 2                 | 0                 | 1                 | 0                 | 1                 | 57                | 7.º               |
| 2023      | Intercontinental GT Challenge                          | AKKodis ASP Team                      | 1                 | 0                 | 0                 | 0                 | 1                 | 57                | 7.º               |
| 2023      | Intercontinental GT Challenge                          | Mercedes-AMG Craft-Bamboo Racing      | 1                 | 0                 | 0                 | 0                 | 1                 | 57                | 7.º               |
| 2023      | Nürburgring Langstrecken-Serie - SP9                   | Mercedes-AMG Team Bilstein            | 3                 | 0                 | 0                 | 0                 | 0                 | 0                 | NC†               |
| 2023      | 24 Horas de Nürburgring - SP9                          | Mercedes-AMG Team Bilstein by HRT     |                   |                   |                   |                   |                   |                   | 3.º               |
| 2023      | Copa Mundial de GT de la FIA                           | Mercedes-AMG Team Mann-Filter         |                   |                   |                   |                   |                   |                   | 1.º               |
| 2024      | Campeonato Mundial de Resistencia de la FIA - Hypercar | BMW M Team WRT                        | 8                 | 0                 | 0                 | 0                 | 1                 | 39                | 14.º              |
| 2024      | Intercontinental GT Challenge                          | BMW M Team WRT                        | 2                 | 0                 | 0                 | 0                 | 0                 | 24                | 10.º              |
| 2024      | Intercontinental GT Challenge                          | Rowe Racing                           | 1                 | 0                 | 0                 | 0                 | 0                 | 24                | 10.º              |
| 2024      | GT World Challenge Europe Endurance Cup                | Team WRT                              | 5                 | 0                 | 0                 | 0                 | 0                 | 34                | 9.º               |
| 2024      | Campeonato Británico de GT - GT3                       | RAM Racing                            | 5                 | 0                 | 0                 | 1                 | 0                 | 16.5              | 14.º              |
| 2024      | Campionato Italiano Gran Turismo Sprint - GT3          | BMW Italia Ceccato Racing             | 2                 | 2                 | 2                 | 2                 | 2                 | 44                | NC                |
| 2024      | Nürburgring Langstrecken-Serie - SP9                   | Rowe Racing                           | ?                 | ?                 | ?                 | ?                 | ?                 | ?                 | ?                 |
| 2024      | 24 Horas de Nürburgring - SP9                          | Rowe Racing                           |                   |                   |                   |                   |                   |                   | 7.º               |
| 2024      | Copa Mundial de GT de la FIA                           | TORO Racing powered by MCG            |                   |                   |                   |                   |                   |                   | 18.º              |
| 2025      | IMSA SportsCar Championship - GTP                      | BMW M Team RLL                        | Disputándose      | Disputándose      | Disputándose      | Disputándose      | Disputándose      | Disputándose      | Disputándose      |
| 2025      | Intercontinental GT Challenge                          | Team WRT                              | Disputándose      | Disputándose      | Disputándose      | Disputándose      | Disputándose      | Disputándose      | Disputándose      |
| 2025      | Campeonato Mundial de Resistencia de la FIA - Hypercar | BMW M Team WRT                        | Disputándose      | Disputándose      | Disputándose      | Disputándose      | Disputándose      | Disputándose      | Disputándose      |
| Fuente:   |                                                        |                                       |                   |                   |                   |                   |                   |                   |                   |

## Resultados

### Fórmula 3 Euroseries
(Clave) (negrita indica pole position) (cursiva indica vuelta rápida)

| Año     | Equipo          | 1       | 2       | 3        | 4     | 5       | 6       | 7     | 8       | 9       | 10        | 11       | 12      | 13      | 14    | 15        | 16      | 17       | 18        | 19    | 20        | 21    | 22      | 23    | 24      | Pos. | Puntos |
| ------- | --------------- | ------- | ------- | -------- | ----- | ------- | ------- | ----- | ------- | ------- | --------- | -------- | ------- | ------- | ----- | --------- | ------- | -------- | --------- | ----- | --------- | ----- | ------- | ----- | ------- | ---- | ------ |
| 2012    | Prema Powerteam | HOC 1 6 | HOC 2 1 | HOC 3 17 | BRH 1 | BRH 2 7 | BRH 3 1 | RBR 1 | RBR 2 9 | RBR 3 8 | NOR 1 22† | NOR 2 17 | NOR 3 1 | NÜR 1 6 | NÜR 2 | NÜR 3 Ret | ZAN 1 4 | ZAN 2 13 | ZAN 3 Ret | VAL 1 | VAL 2 Ret | VAL 3 | HOC 1 3 | HOC 2 | HOC 3 8 | 3.º  | 219.5  |
| Fuente: |                 |         |         |          |       |         |         |       |         |         |           |          |         |         |       |           |         |          |           |       |           |       |         |       |         |      |        |

### Campeonato Europeo de Fórmula 3 de la FIA
(Clave) (negrita indica pole position) (cursiva indica vuelta rápida)

| Año      | Equipo          | 1       | 2        | 3       | 4       | 5     | 6       | 7     | 8       | 9         | 10      | 11       | 12        | 13      | 14        | 15      | 16        | 17      | 18      | 19      | 20      | 21      | 22      | 23       | 24        | 25    | 26        | 27      | 28      | 29      | 30      | Pos. | Puntos |
| -------- | --------------- | ------- | -------- | ------- | ------- | ----- | ------- | ----- | ------- | --------- | ------- | -------- | --------- | ------- | --------- | ------- | --------- | ------- | ------- | ------- | ------- | ------- | ------- | -------- | --------- | ----- | --------- | ------- | ------- | ------- | ------- | ---- | ------ |
| 2012     | Prema Powerteam | HOC 1 6 | HOC 2 17 | PAU 1   | PAU 2 1 | BRH 1 | BRH 2 1 | RBR 1 | RBR 2 8 | NOR 1 22† | NOR 2 1 | SPA 1 11 | SPA 2 14  | NÜR 1 6 | NÜR 2 Ret | ZAN 1 4 | ZAN 2 Ret | VAL 1   | VAL 2 3 | HOC 1 3 | HOC 2 8 |         |         |          |           |       |           |         |         |         |         | 2.º  | 228.5  |
| 2013     | Prema Powerteam | MNZ 1   | MNZ 2    | MNZ 3 1 | SIL 1 6 | SIL 2 | SIL 3 1 | HOC 1 | HOC 2 1 | HOC 3 4   | BRH 1 2 | BRH 2 1  | BRH 3 DSQ | RBR 1 4 | RBR 2 13  | RBR 3 6 | NOR 1     | NOR 2 3 | NOR 3 2 | NÜR 1   | NÜR 2 1 | NÜR 3 1 | ZAN 1 5 | ZAN 2 16 | ZAN 3 Ret | VAL 1 | VAL 2 Ret | VAL 3 1 | HOC 1 2 | HOC 2 4 | HOC 3 1 | 1.º  | 489.5  |
| Fuentes: |                 |         |          |         |         |       |         |       |         |           |         |          |           |         |           |         |           |         |         |         |         |         |         |          |           |       |           |         |         |         |         |      |        |

### GP2 Series
(Clave) (negrita indica pole position) (cursiva indica vuelta rápida puntuable)

| Año  | Escudería          | 1   | 1   | 2   | 2   | 3   | 3   | 4   | 4   | 5   | 5   | 6   | 6   | 7   | 7   | 8   | 8   | 9   | 9   | 10  | 10  | 11  | 11  | Pos. | Puntos | Ref.  |
| ---- | ------------------ | --- | --- | --- | --- | --- | --- | --- | --- | --- | --- | --- | --- | --- | --- | --- | --- | --- | --- | --- | --- | --- | --- | ---- | ------ | ----- |
| 2014 | Racing Engineering | SAK | SAK | BAR | BAR | MON | MON | SPI | SPI | SIL | SIL | HOC | HOC | BUD | BUD | SPA | SPA | MNZ | MNZ | SOC | SOC | YMC | YMC | 8.º  | 74     | [ 7 ] |
| 2014 | Racing Engineering | 18  | 24  | Ret | 16  | 12  | 19  | 3   | 3   | Ret | Ret | 17  | Ret | 19  | 8   | 1   | 14  | Ret | 18  | 3   | Ret | 11  | 7   | 8.º  | 74     | [ 7 ] |
| 2015 | Trident            | SAK | SAK | BAR | BAR | MON | MON | SPI | SPI | SIL | SIL | BUD | BUD | SPA | SPA | MNZ | MNZ | SOC | SOC | SAK | SAK | YMC | YMC | 7.º  | 110    | [ 8 ] |
| 2015 | Trident            | Ret | 20  | 6   | 17  | 8   | 2   | 15  | 10  | 6   | 2   | 7   | 4   | 14  | 12  | 15  | 7   | 6   | 3   | 4   | 5   | 2   | C   | 7.º  | 110    | [ 8 ] |
| 2016 | RUSSIAN TIME       | BAR | BAR | MON | MON | BAK | BAK | SPI | SPI | SIL | SIL | BUD | BUD | HOC | HOC | SPA | SPA | MNZ | MNZ | KUA | KUA | YMC | YMC | 4.º  | 159    | [ 9 ] |
| 2016 | RUSSIAN TIME       | 8   | 5   | 6   | 3   | 3   | 11  | 3   | 4   | 9   | 6   | 4   | 8   | 3   | 7   | 4   | 5   | 2   | 14  | 6   | 2   | 10  | 13  | 4.º  | 159    | [ 9 ] |

### Fórmula 1
(Clave) (negrita indica pole position) (cursiva indica vuelta rápida)

| Año     | Escudería      | 1   | 2      | 3   | 4   | 5      | 6   | 7   | 8   | 9      | 10  | 11  | 12  | 13  | 14  | 15  | 16     | 17  | 18  | 19  | Pos. | Puntos |
| ------- | -------------- | --- | ------ | --- | --- | ------ | --- | --- | --- | ------ | --- | --- | --- | --- | --- | --- | ------ | --- | --- | --- | ---- | ------ |
| 2015    | Sauber F1 Team | AUS | MYS TD | BHR | CHN | ESP TD | MON | CAN | AUT | GBR TD | HUN | BEL | ITA | SIN | JPN | RUS | USA TD | MEX | BRA | ABU |      |        |
| Fuente: |                |     |        |     |     |        |     |     |     |        |     |     |     |     |     |     |        |     |     |     |      |        |

### Campeonato de Fórmula 2 de la FIA
(Clave) (negrita indica pole position) (cursiva indica vuelta rápida puntuable)

| Año  | Escudería | 1   | 1   | 2   | 2   | 3   | 3   | 4   | 4   | 5   | 5   | 6   | 6   | 7   | 7   | 8   | 8   | 9   | 9   | 10  | 10  | 11  | 11  | Pos. | Puntos | Ref.   |
| ---- | --------- | --- | --- | --- | --- | --- | --- | --- | --- | --- | --- | --- | --- | --- | --- | --- | --- | --- | --- | --- | --- | --- | --- | ---- | ------ | ------ |
| 2017 | Trident   | SAK | SAK | BAR | BAR | MON | MON | BAK | BAK | SPI | SPI | SIL | SIL | BUD | BUD | SPA | SPA | MNZ | MNZ | JER | JER | YMC | YMC | 29.º | 0      | [ 10 ] |
| 2017 | Trident   |     |     |     |     |     |     |     |     | 19  | Ret |     |     |     |     |     |     |     |     |     |     |     |     | 29.º | 0      | [ 10 ] |